# Mlînî, Ovruci
Mlînî (în ucraineană Млини) este un sat în comuna Ihnatpil din raionul Ovruci, regiunea Jîtomîr, Ucraina.

## Demografie
Componența lingvistică a localității Mlînî
     Ucraineană (98,11%)
     Rusă (1,89%)
Conform recensământului din 2001, majoritatea populației localității Mlînî era vorbitoare de ucraineană (98,11%), existând în minoritate și vorbitori de rusă (1,89%).